# Manuel Rafael Amaro da Costa
Manuel Rafael Amaro da Costa — Lisboa, 6 de agosto de 1998)

## Biografia
Licenciado em Engenharia, especializou-se em Hidrologia.
Em 1939 foi destacado para a Ilha da Madeira, numa missão técnica do Governo, com o objetivo de explorar as possibilidades de aproveitamento de água para rega e para produção de eletricidade. Foi o primeiro diretor delegado da Comissão Administrativa dos Aproveitamentos Hidráulicos da Madeira, constituída a 21 de outubro de 1943, e, posteriormente, durante alguns anos, presidente desta comissão. 
Entre 1951 e 1969 Amaro da Costa integrou os governos de António Salazar e de Marcello Caetano, sucessivamente, nos cargos de Subsecretário de Estado do Fomento Ultramarino, Subsecretário de Estado das Obras Públicas e Secretário de Estado da Indústria. 
Foi um grande mentor e impulsionador do Plano de Rega do Alentejo e, por essa via, da construção da Barragem de Santa Clara, sendo um dos principais impulsionadores do Perímetro de Rega do Mira, reconhecido pelo seu papel na valorização do potencial agrícola e pecuário do concelho de Odemira. Foi também um acérrimo defensor da construção da Barragem do Alqueva.
Em dezembro de 1976 foi eleito membro da Assembleia Municipal de Odemira. 
Foi pai de Adelino Amaro da Costa.